# Partido Comunista da Alemanha - Oposição

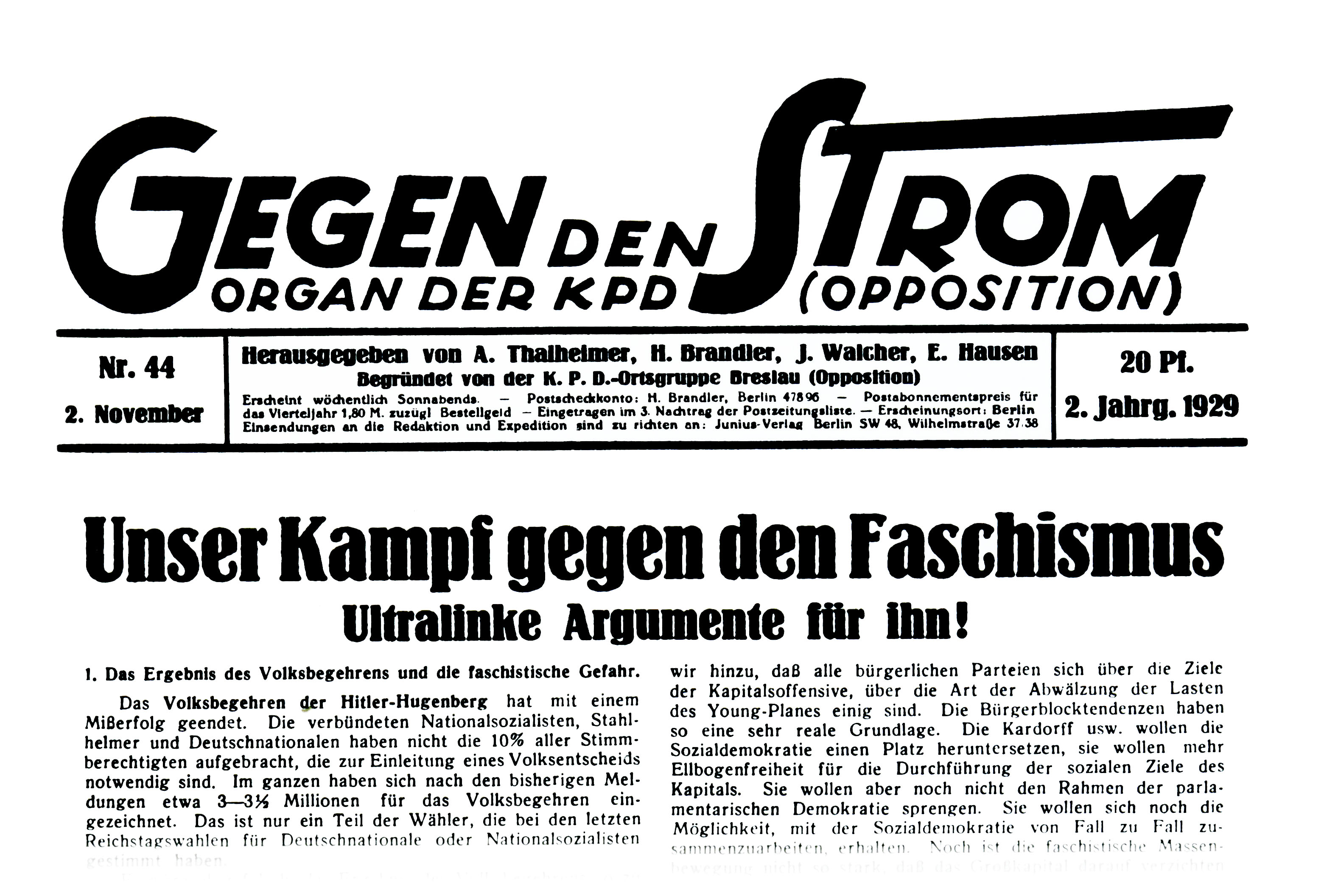
Exemplar de 1929 do Gegen den Strom ("Contra a corrente"), órgão oficial do partido

O Partido Comunista da Alemanha - Oposição (em alemão:  Kommunistische Partei-Opposition, geralmente abreviado como KPD-Opposition, KPD-O, KPDO ou KPO) foi um partido criado a partir de uma cisão do Partido Comunista da Alemanha (KPD), ocorrida entre 1928 e 1929.
Depois da ascensão ao  poder de Adolf Hitler e do Partido Nacional-Socialista dos Trabalhadores Alemães, em janeiro de 1933, tornou-se uma organização ilegal e clandestina. Seus integrantes inicialmente procuraram reorientar e, mais tarde, substituir o Partido Comunista da Alemanha (KPD, liderado por Ernst Thälmann).
O KPD-O foi a primeira seção nacional filiada à Oposição Comunista Internacional e existiu até 1939-1940.

## Antecedentes
O KPO representava a chamada Oposição de Direita no KPD, que se distinguia da Oposição de Esquerda (trotskista) e da facção centrista pro-Comintern. A Oposição de Direita era liderada por Heinrich Brandler  e August Thalheimer, que, entre 1921 e 1923, tinham estado à frente do KPD, mas acabaram por ser expulsos, depois de organizarem uma reunião para denunciar o que consideravam corrupção dentro do partido. Ernst Thälman encobria um  protegido seu, John Wittorf (1894-1981), de acusações de desfalque.  O escândalo chegou ao Comintern, o que levou a uma crise no partido alemão, cujo Comitê Central depôs Thälmann por unaminidade (inclusive com seu voto). Esses fatos representavam uma ameaça para a facção do Partido Comunista da União Soviética encabeçada por Stalin, que tinha em Thälmann um aliado nas disputas entre facções. Como resultado, o  Presidium da Internacional Comunista, revogou a  decisão do Comitê Central alemão, recolocando Thälmann no cargo de  secretário.
Em 1928, por instrução da Internacional Comunista, a liderança do KPD (constituída por Ernst Thälmann, Philipp Dengel e Heinz Neumann) deu uma virada à "ultra-esquerda"  e concentrou sua luta em torno do "principal inimigo" - o SPD (tese do fascismo social). Os ex-presidentes do KPD, Heinrich Brandler e August Thalheimer, rejeitaram tal orientação. Também se opuseram à política de formar uma Oposição Sindical Revolucionária (RGO) ao lado dos sindicatos oficiais e, de modo geral, eram contrários à subordinação do KPD ao Partido Comunista da União Soviética. Brandler e Thalheimer defendiam uma frente unida, uma luta conjunta do KPD com o SPD contra o nacional-socialismo.

## Fundação do partido
Em outubro de 1928, Heinrich Brandler, que, desde 1924, encontrava-se em Moscou - onde ocupava cargos meramente simbólicos, numa espécie de "banimento honroso" - regressou à Alemanha contra a vontade do KPD. O caso de corrupcção em Hamburgo e a proteção da facção stalinista foram usados como pretexto, por Brandler e Thalheimer, para convocar uma  reunião de seus partidários, em 11 de novembro de 1928. O Comintern reagiu com fúria. Brandler, Thalheimer e seus seguidores foram fortemente criticados em uma carta aberta do Comitern, datada de 19 de dezembro de 1928. Ambos foram expulsos do KPD, no mesmo mês, e do PCUS e da Internacional Comunista, em janeiro de 1929.
Eles então fundaram o KPD - Oposição, que permaneceria como um  pequeno grupo dissidente, com 3 000 a 4 000 membros recrutados entre funcionários sindicais, políticos locais e intelectuais (como Heinrich Blücher). Haviaredutos na Saxônia, na Turíngia - em Neuhaus am Rennweg e em Oelsnitz, onde o  partido conseguir eleger os prefeitos Otto Engert e Otto Karl Bachmann -, Hesse e Württemberg. Em Oberhausen e em outroa localidades, vários sindicalistas proeminentes da KPD aderiram ao KPO, em protesto contra a política de RGO do KPD. A alta proporção de intelectuais e políticos experientes indicava que os apoiadores do KPO agiam menos por dogmatismo do que os da KPD.
Junto com alguns grupos relacionados na Suécia, EUA, França e Suíça, entre outros, o KPO pertenceu à Associação Internacional da Oposição Comunista (IVKO), que, no entanto, desintegrou-se entre  1939 e 1940. O KPO publicava o jornal Arbeiterpolitik, que circulava várias vezes por semana, além de vários jornais regionais e o órgão oficial Gegen den Strom, que circulou entre 1928 e 1935, enquanto a IVKO publicava o jornal Der Internationale Klassenkampf, que esteve principalmente sob a liderança do KPO. A federação de jovens KJO publicava o Jungen Kämpfer.
No outono de 1931 uma minoria de membros do KPO, liderados por Paul Frölich, Jacob Walcher e August Enderle, incluindo os grupos representados nos parlamentos municipais, juntou-se ao Partido Socialista Operário da Alemanha (SAP), em Offenbach am Main, liderado por Heinrich Galm, e em Geesthacht, conduzido por August Ziehl.

## Significado político do KPD-O
Atualmente, o KPD-O é considerado,  por historiadores da Alemanha, como uma via possível mas não realizada para o movimento comunista alemão. No período entre guerras, seus membros teriam contribuído para a análise e compreensão da complexa conjuntura política das décadas de 1920 e 1930, por meio da teoria marxista, e elaborado uma alternativa ao estalinismo. Seus membros produziram a primeira análise marxista do fascismo e  lutaram contra o monopólio de liderança do PCUS. Defenderam a independência  com uma "solidariedade crítica" em relação à União Soviética e a constituição de  uma frente unida contra o fascismo. Tal estratégia poderia ter sido uma contribuição para evitar a derrota histórica do movimento dos trabalhadores alemães em 1933, com todas as suas terríveis consequências. A abertura de muitos arquivos na Europa Oriental, a partir dos anos 1990 possibilitiu  rastrear a luta precoce  contra o paternalismo de Moscou (1922), o compromisso sacrifical dos membros do KPD-O na luta contra o fascismo (antes de 1933, e na resistência, após 1933), a perseguição que sofreram na Alemanha de Hitler e mesmo depois da guerra, na RDA, com sua exclusão forçada da vida política alemã, após 1950.